# Narudasia festiva
Genre
Espèce
Narudasia festiva, unique représentant du genre Narudasia, est une espèce de geckos de la famille des Gekkonidae.

## Répartition
Cette espèce est endémique de Namibie.

## Description
Ce gecko est gris avec des bandes brunes bordées de blanc et de noir. La queue est longue et parfois jaune. Il s'agit d'une espèce nocturne.

## Publication originale
- Methuen & Hewitt, 1914 : The Percy Sladen Memorial Expedition to Great Namaqualand 1912-1913. Records and descriptions of the reptiles and batrachians of the collection. Annals of the Transvaal Museum, vol. 4, n. 3, p. 118-145 (« texte intégral »(Archive.org • Wikiwix • Archive.is • Google • Que faire ?)).